# 알코브식 배가법
알코브(Alcove)란 벽면을 오목하게 하여 만든 공간으로 알코브식 배가법은 이런 벽의 오목한 공간에 서가를 배치하는 방법이다. 알코브식 배가법을 이용할 경우 서가 앞의 공간에 열람용 책상과 의자를 비치할 수도 있다.